# Schönebecker Straße 9

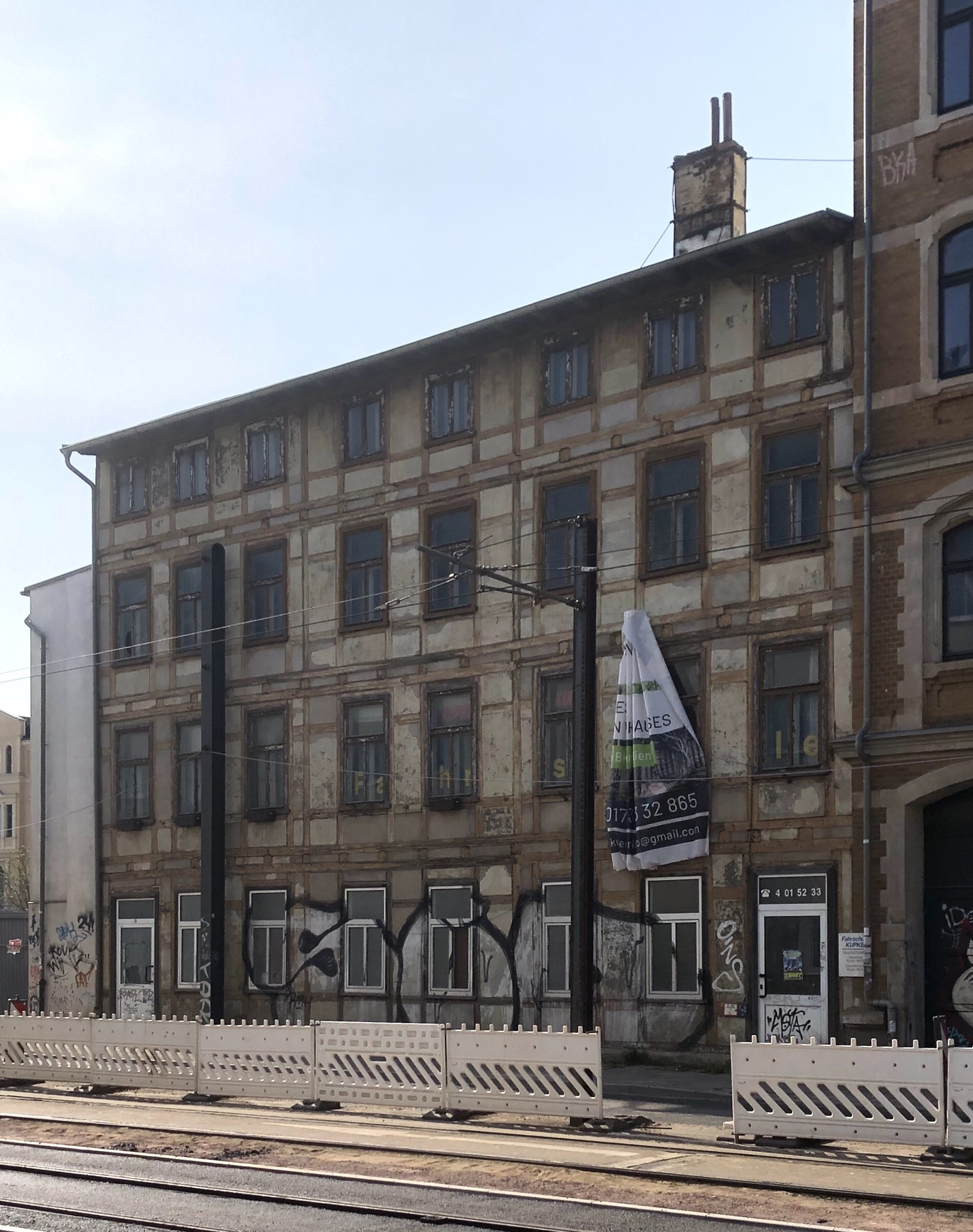
Schönebecker Straße 9 in Magdeburg; Blick von Nordwesten, 2020

Das Gebäude Schönebecker Straße 9 ist ein denkmalgeschütztes Wohnhaus in Magdeburg in Sachsen-Anhalt.

## Lage
Es befindet sich traufständig auf der Südseite der Schönebecker Straße im Magdeburger Stadtteil Buckau. Westlich grenzt das gleichfalls denkmalgeschützte Haus Schönebecker Straße 8 an.

## Architektur und Geschichte
Der dreieinhalbgeschossige Fachwerkbau entstand vermutlich im Jahr 1886 als sogenanntes Rayonhaus und diente als Produktionsgebäude des Unternehmens Schäffer & Budenberg. Die Fassade ist achtachsig und die Fachwerkkonstruktion schlicht aus Riegeln und Ständern angelegt. Die Gefache sind verputzt. Bedeckt ist das Gebäude von einem flachen Satteldach.
Im örtlichen Denkmalverzeichnis ist das Wohnhaus unter der Erfassungsnummer 094 76824 als Baudenkmal verzeichnet.
Das Gebäude gilt als östliches Ende der Straßenzeile als prägend für das Straßenbild. Derzeit (Stand 2020) steht das Haus leer und ist sanierungsbedürftig.